# Sorex stizodon
Sorex stizodon är en däggdjursart som beskrevs av Clinton Hart Merriam 1895. Sorex stizodon ingår i släktet Sorex och familjen näbbmöss. IUCN kategoriserar arten globalt som akut hotad. Inga underarter finns listade i Catalogue of Life.
Denna näbbmus är bara känd från en mindre region i delstaten Chiapas i södra Mexiko. Den hittades där vid 2743 meter över havet. Området var täckt av fuktig bergsskog.